# Ban Hyo-jin
Ban Hyo-jin (koreanska: 반효진), född 20 september 2007, är en sydkoreansk sportskytt.

## Karriär
Vid olympiska sommarspelen 2024 i Paris tog Ban guld i 10 meter luftgevär efter särskytte mot kinesiska Huang Yuting.